# Jón Halldórsson (Bischof)
Jón Halldórsson (* 1275 in Norwegen; † 2. Februar 1339 in Bergen (Norwegen)) war Bischof von Skálholt in Island.
Jón Halldórsson war Dominikaner und studierte Theologie in Paris und Kirchenrecht in Bologna. Er wurde 1322 Bischof in Skálholt und hatte dieses Amt bis zu seinem Tode inne.